# Holevad Sogn
Holevad Sogn ist eine Kirchspielsgemeinde (dän.: Sogn)
auf der Insel Fyn (dt.: Fünen)
im südlichen Dänemark. Bis 1970 gehörte sie zur Harde Båg Herred im damaligen Odense Amt, danach zur Assens Kommune im
Fyns Amt, die im Zuge der  Kommunalreform zum 1. Januar 2007 in der
„neuen“
Assens Kommune in der Region Syddanmark aufgegangen ist.
Im Kirchspiel leben 170 Einwohner (Stand: 1. Januar 2023).
Im Kirchspiel liegt die Kirche „Holevad Kirke“.
Nachbargemeinden sind im Norden Sandager Sogn, im Nordosten Barløse Sogn, im Südosten Turup Sogn und im Südwesten Gamtofte Sogn.